# Liste der Vertriebenendenkmale in Thüringen
Diese Liste der Vertriebenendenkmale in Thüringen verzeichnet die Vertriebenendenkmale in Thüringen.

## Liste
| Bild | Ort                   | Inschrift/en | Standort                                   | Einweihung          |
| ---- | --------------------- | --- | ------------------------------------------ | ------------------- |
|      | Altenburg             | DEN OPFERN VON KRIEG UND TERROR ZUM GEDENKEN | Evangelischer Friedhof                     | 1992                |
|      | Apolda                | Im Gedenken an das Unrecht und die Opfer der Vertreibung | Friedhof                                   | 1995                |
|      | Arnstadt              | | Foyer des Rathauses                        | 2011                |
|      | Arnstadt              | ZUM GEDENKEN DEN OPFERN VON FLUCHT UND VERTREIBUNG 1945-1946 | Friedhof                                   |                     |
|      | Bad Berka             | DEM EHRENDEN GEDENKEN AN DIE OPFER VON KRIEG, FLUCHT, GEWALT UND VERTREIBUNG AUS DER HEIMAT IN DEN JAHREN 1944-1947 DEN LEBENDEN ZUR MAHNUNG DIE BÜRGER DER STADT BAD BERKA | Friedhof                                   |                     |
|      | Bad Lobenstein        | ZUM GEDENKEN AN DIE OPFER VON FLUCHT UND VERTREIBUNG | Stadtpark                                  | 2009                |
|      | Bad Salzungen         | DEN OPFERN DER VERTREIBUNG. ERRICHTET 1995. BdV-KREISVERBAND BAD SALZUNGEN | Rathenaupark                               |                     |
|      | Bleicherode           | GEDENKT DER OPFER VON GEWALT, FLUCHT UND VERTREIBUNG | Friedhof                                   | 1994                |
|      | Effelder              | NICHT NUR BÄUME HABEN WURZELN, AUCH MENSCHEN BRAUCHEN IHRE HEIMAT | St. Alban                                  | 1996                |
|      | Ellrich               | ZUR ERINNERUNG AN FLUCHT UND VERTREIBUNG | Privatgrundstück                           | nach 1999           |
|      | Erfurt                | DIE HEIMAT BLEIBT UNVERGESSEN | Hauptfriedhof Erfurt                       | 1994                |
|      | Flemmingen            | SELIG SIND DIE FRIEDEN STIFTEN, DENN SIE WERDEN GOTTES KINDER HEISSEN. ZUM GEDENKEN DER OPFER VON KRIEG, GEWALT UND VERTREIBUNG | Friedhof                                   | 1994                |
|      | Frauenwald            | ZUM GEDENKEN DER OPFER VON KRIEGEN, VERTREIBUNG UND GEWALT | Friedhof                                   | 1996                |
|      | Gehren                | [1. Gedenkstein] DEN OPFERN VON KRIEG [2. Gedenkstein] DEN OPFERN VON GEWALT | Friedhof                                   | 1995                |
|      | Gera                  | IN SCHLIMMSTER WEISE VERGEHT MAN SICH GEGEN DAS RECHT, WENN MAN VÖLKERSCHAFTEN DAS RECHT AUF DAS LAND, DAS SIE BEWOHNEN, IN DER ART NIMMT, DASS MAN SIE ZWINGT, SICH ANDERSWO ANZUSIEDELN. A. SCHWEITZER. DEN DEUTSCHEN HEIMATVERTRIEBENEN | Park der Demokratie                        | 1995                |
|      | Geraberg              | DEN OPFERN VON KRIEG, VERTREIBUNG UND GEWALT ZUM GEDENKEN. DEN LEBENDEN ZUR ERINNERUNG, MAHNUNG UND VERSÖHNUNG | Hauptfriedhof                              | 1997                |
|      | Geschwenda            | DEN OPFERN DER KRIEGE, DER VERTREIBUNG, DER GEWALT | Ortsmitte                                  | 1995                |
|      | Gotha                 | DEN OPFERN DER VERTREIBUNG GEWIDMET BdV-KREISVERBAND GOTHA | Hauptfriedhof Gotha                        | 1992                |
|      | Großbreitenbach       | [1. Tafel] ZUM GEDENKEN AN DIE TOTEN DER VERTREIBUNG [2. Tafel] ZUM EHRBAREN GEDENKEN AN DIE OPFER VON ZWEI WELTKRIEGEN UND GEWALTHERRSCHAFT |                                            |                     |
|      | Heilbad Heiligenstadt | DEN DEUTSCHEN VERTRIEBENEN ZUR ERINNERUNG AN FLUCHT, VERTREIBUNG UND DEPORTATION, ZUM GEDENKEN AN IHRE HEIMAT UND AN IHRE TOTEN | Innenstadt                                 |                     |
|      | Hildburghausen        | Zum Gedenken der Opfer durch Flucht und Vertreibung nach dem 2. Weltkrieg | Zentralfriedhof                            | 1996                |
|      | Ilmenau               | AUF DIESER KRIEGSGRÄBERSTÄTTE RUHEN 145 OPFER DES 2. WELTKRIEGS. SORGT IHR, DIE NOCH IM LEBEN STEHT, DASS FRIEDEN BLEIBE. FRIEDEN ZWISCHEN DEN MENSCHEN. FRIEDEN ZWISCHEN DEN VÖLKERN! THEODOR HEUSS. DEM ANDENKEN DER UNBEKANNTEN TOTEN SOLDATEN GEWIDMET. DEN OPFERN VON FLUCHT, VERTREIBUNG; DEPORTATION UND GEWALTHERRSCHAFT                                                                                                 | Hauptfriedhof                              | Volkstrauertag 1997 |
|      | Jena                  | DEN OPFERN VON KRIEG, FLUCHT UND VERTREIBUNG ZUM GEDENKEN | Nordfriedhof                               | 1998                |
|      | Lehesten              | | Altvaterturm (Wetzstein)                   | 2004                |
|      | Lehesten              | SAAZER LAND HOPFENLAND. ZUM GEDENKEN AN DIE MASSAKER UND SCHANDTATEN AN SUDETENDEUTSCHEN IM MAI UND JUNI 1945. BERAUBT, GEQUÄLT, ERMORDET, VERTRIEBEN AUS DER ANGESTAMMTEN HEIMAT. ZURÜCKGEBLIEBEN ÜBER 2000 MORDOPFER IM RAUM SAAZ (Žatec) UND POSTELBERG (Postoloprty) IN DER HEUTIGEN TSCHECHISCHEN REPUBLIK. HEIMATKREIS SAAZ (ZATEC) AN DER EGER (OHRE)                                                                     | Fassade des Altvaterturmes                 | 2010                |
|      | Lehesten              | ZUR ERINNERUNG AN DIE DEUTSCHEN JUGENDLICHEN, FRAUEN UND MÄNNER, DIE 1945/46 IN DEN KOHLEGRUBEN VON MÄHR. OSTRAU ČSR UND ANDEREN LAGERN ZWANGSARBEIT LEISTEN MUSSTEN. DEN OPFERN EIN EHRENDES GEDENKEN | Fassade des Altvaterturmes                 |                     |
|      | Meiningen             | DEN OPFERN VON FLUCHT UND VERTREIBUNG | Parkfriedhof 50° 34′ 2,9″ N, 10° 25′ 19″ O |                     |
|      | Mühlhausen/Thüringen  | 1945 ZUM GEDENKEN DER OPFER VON GEWALT, FLUCHT UND VERTREIBUNG 1945 | Hauptfriedhof                              | 1996                |
|      | Rositz                | DEN OPFERN DES 2. WELTKRIEGES, DER GEWALTHERRSCHAFT UND DER VERTREIBUNG | Talstraße in Schelditz                     | 1995                |
|      | Schmölln              | ZUM GEDENKEN AN DIE OPFER VON KRIEG, GEWALT UND WILLKÜRHERRSCHAFT | 1994                                       |                     |
|      | Seebergen             | Hier ruht fern seiner geliebten Waldheimat ein Altmeister deutscher Kunst Gustav Leutelt der Dichter des Isergebirges geboren zu Josefsthal am 21. September 1860 17. Februar 1947 in Seebergen gestorben Der Gedenkstein wurde von Gablonzer Landsleuten aus dem Isergebirge im Sudetenland, die nach 1945 nach Thüringen vertrieben wurden, errichtet. Erneuert von der Leutelt-Gesellschaft in Schwäbisch Gmünd im Jahr 2002. | Gemeindefriedhof                           | 1947/2002           |
|      | Sömmerda              | DEN OPFERN DES KRIEGES, DER FLUCHT UND VERTREIBUNG | Friedhof                                   | 1995                |
|      | Sondershausen         | [Vorderseite] ZUM GEDENKEN DER OPFER VON FLUCHT UND VERTREIBUNG [Links] OSTPREUSSEN, WESTPREUSSEN, POMMERN, OSTBRANDENBURG [Rechts] NIEDERSCHLESIEN, OBERSCHLESIEN, SUDETENLAND, WARTHEGAU | Hauptfriedhof                              | 1998                |
|      | Steinbach-Hallenberg  | … UND GOTT WIRD ABWISCHEN ALLE TRÄNEN … IM GEDENKEN AN ALLE GEFALLENEN, ERMORDETEN, VERMISSTEN, GEQUÄLTEN – AN ALLE OPFER VON KRIEG UND GEWALTHERRSCHAFT | Friedhofsmauer                             | 1994                |
|      | Tabarz                | UNSEREN TOTEN. GABLONZER HEIMATKREIS E.V. | Friedhof                                   | 1994                |
|      | Tabarz                | Zum Gedenken der Opfer aller betroffenen Familien der Gemeinde Tabarz/Cabarz im II. Weltkrieg von 1939–1945 und in den Zeiten der Gewaltherrschaft sowie des Leidensweges der Vertriebenen des deutschen Ostens die in diesem Ort eine Heimstatt fanden Gemeinde Tabarz im Nov. 1993 | Am Kriegerdenkmal im Lauchagrund           | Volkstrauertag 1993 |
|      | Trockenborn           | ZUM GEDENKEN. RUHESTÄTTE FÜR 102 IM ALTERSHEIM WOLFERSDORF 1945–1949 VERSTORBENEN HEIMATVERTRIEBENEN | Oberhalb des Friedhofs                     | Volkstrauertag 2009 |
|      | Unterweißbach         | GEWIDMET DEN OPFERN VON KRIEG, VERTREIBUNG UND GEWALT | Friedhof                                   | Volkstrauertag 1996 |
|      | Weimar                | DEM EHRENDEN GEDENKEN AN DIE OPFER VON KRIEG, FLUCHT, GEWALT UND VERTREIBUNG AUS DER HEIMAT IN DEN JAHREN 1944–1947. DEN LEBENDEN ZUR MAHNUNG. BdV – BUND DER VERTRIEBENEN REGIONALVERBAND WEIMAR | Hauptfriedhof                              | 2000                |
|      | Wintersdorf           | DEN OPFERN DES 2. WELTKRIEGES | Am Pferdeberg                              | 1992                |
|      | Zeulenroda            | DEN OPFERN DER VERTREIBUNG DURCH DEN ZWEITEN WELTKRIEG | Parkanlage am Oberen Bahnhof               | 1994                |